# Eremurus nuratavicus
Eremurus nuratavicus là một loài thực vật có hoa trong họ Thích diệp thụ. Loài này được Khokhr. miêu tả khoa học đầu tiên năm 1965.